# Fritz Schmoll genannt Eisenwerth

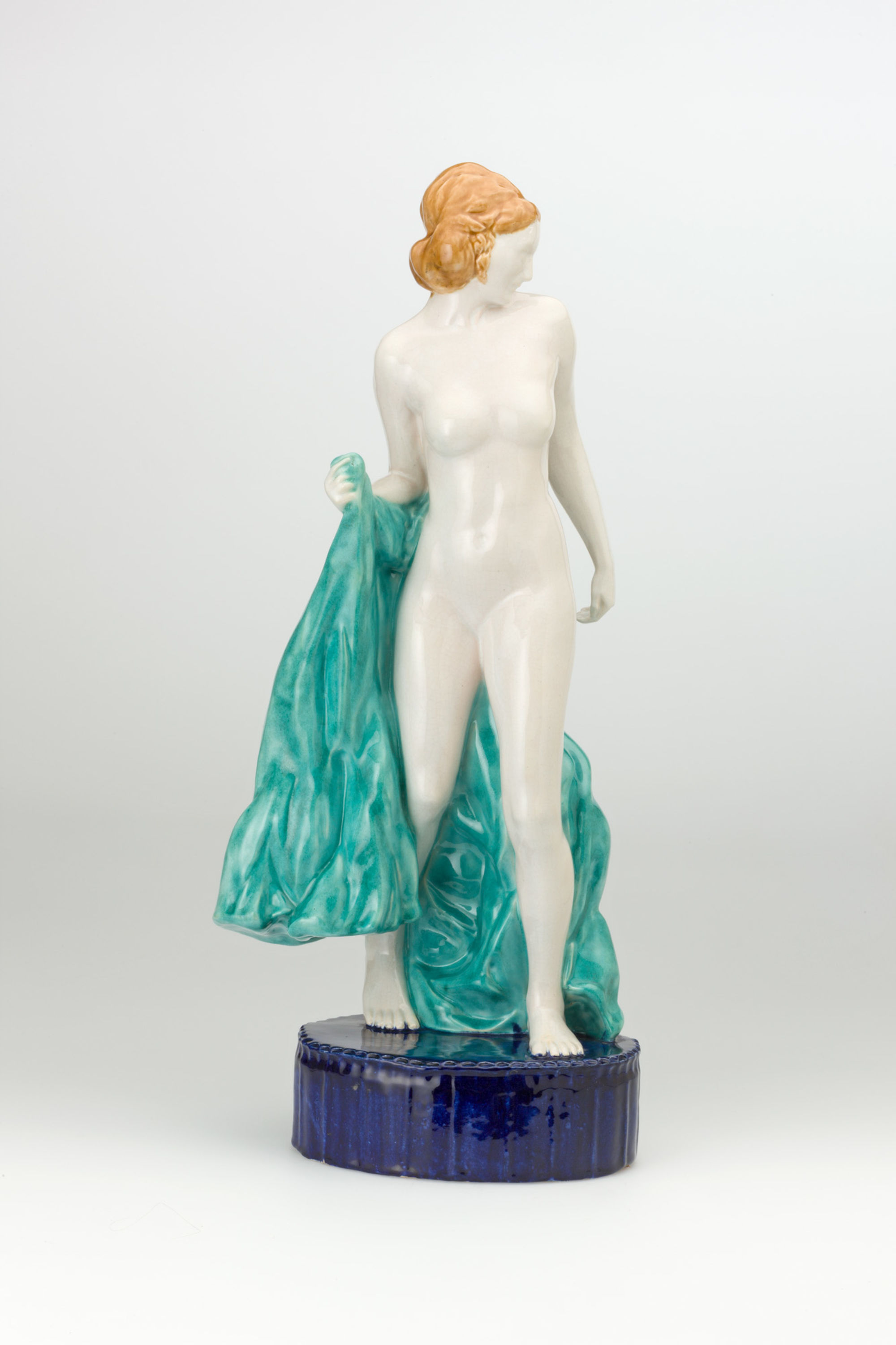
Keramikfigur „Badende“ aus der Keramischen Werkstätte von Debschitz (um 1906)

Fritz Schmoll genannt Eisenwerth (* 25. August 1883 in Wien; † 17. Juli 1963 in München) war ein deutscher Kunstgewerbler, Maler, Grafiker, Bildhauer und Innenarchitekt, der vor allem in der Epoche des Jugendstils Beachtung fand.

## Leben
Fritz Schmoll genannt Eisenwerth stand – nicht zuletzt wegen seiner ruhigeren Art – insbesondere zu Beginn seiner Karriere im Schatten seines älteren Bruders Karl Schmoll von Eisenwerth (1879–1948), der ihn jedoch mit seinen guten Beziehungen auf seinem Weg beförderte. Beider Vater war der Bauingenieur Anton Adolph Schmoll genannt Eisenwerth (1834–1918).
Ein Künstler-Konsortium unter Fritz Schmoll genannt Eisenwerth erwarb 1914 das renommierte, von dem Kunstmaler Wilhelm von Debschitz mitbegründete und geleitete, reformorientierte „Lehr- und Versuchs-Atelier für angewandte und freie Kunst“, eine Ausbildungsstätte für Künstler und Kunsthandwerker in München, die jener – wohl auch wegen finanzieller Schwierigkeiten – abgab. Als Werkstättenschule stand die Debschitz-Schule an der Spitze der zeitgenössischen Bestrebungen der Kunstschulreform mit dem Ziel, bildende und angewandte Kunst zusammenzuführen und unmittelbar in die Belange des täglichen Lebens einfließen zu lassen. Fritz’ Bruder Karl war dort von 1904 bis 1905 Lehrer.
Nach seiner Übersiedelung in die um 1900 auf dem Gebiet des Kunsthandwerks führende Stadt München machte er sich bald mit Arbeiten in vielerlei künstlerischen Techniken des Jugendstil-Kunstgewerbes einen Namen. Von ihm stammen hier unter anderem Schmuckstücke, Tafelservices aus Metall, verschiedenste Gebrauchsgegenstände, sowie textilkünstlerische Arbeiten.
Besonderer Schwerpunkt seines Schaffens waren jedoch Entwürfe für Möbel und Bildhauerarbeiten; die meisten seiner Möbelentwürfe wurden auch ausgeführt. Aus den Werkstoffen Holz, Metall und Keramik schuf er anfänglich überwiegend Kleinplastiken (wie Elfenbeinschnitzereien und kleine Figuren), Medaillen und Plaketten, später auch größere bildhauerische Werke (Porträt- und Gebäudeplastik, Denkmal- und Grabmale, Brunnen).
In der Regel führte er sämtliche Arbeitsphasen bei der Anfertigung seiner plastischen Werke von eigener Hand aus, angefangen vom Entwurf, bis zur abschließenden Feinbearbeitung.
Vielen seiner plastischen Arbeiten lag eine religiöse Thematik zu Grund. Seit den 1930er Jahren bis kurz vor seinem Tod fertigte er Arbeiten für den Volksbund Deutsche Kriegsgräberfürsorge an, von dem ein großer Teil seiner Aufträge kam. Dazu gehört das U-Boot-Ehrenmal Möltenort (1930/38) und das Freikorps-Ehrenmal auf dem Annaberg (1938).